# 石川淳
石川 淳（いしかわ じゅん、1899年（明治32年）3月7日 - 1987年（昭和62年）12月29日）は、日本の小説家・文芸評論家・翻訳家。東京府浅草区生まれ。無頼派、独自孤高の作家とも呼ばれ、エッセイでは夷斎と号し親しまれた。本名：淳（きよし）。日本芸術院会員。
祖父から論語の素読を受け、森鷗外に熱中して文学を志す。東京外国語学校仏語科卒。『普賢』(1936年)で芥川賞受賞。『マルスの歌』(1938年)は反軍国調の廉で発禁処分を受けた。
寓意的作品が多く、戦後は『焼跡のイエス』(1946年)を書き、太宰治・坂口安吾とともに新戯作派・無頼派として人気を集めたが、次第に東洋的境地で健筆を振るった。和漢洋にわたる博識を発揮し、評論・エッセイにも佳品を残した。

## 生涯

### 生い立ち
東京市浅草区浅草三好町（現在の東京都台東区蔵前）にて銀行家で東京市会議員、共同銀行取締役の斯波厚（1869年 - 1931年）の次男として生まれる。祖父は漢学者で昌平黌儒官の石川省斎で、省斎により6歳から論語の素読を学び、淡島寒月より発句の手ほどきを受ける。父の厚は幕臣だった石川家から札差を営んでいた斯波家へ養子に入っていたが、次男の淳は石川家を継ぐため1914年（大正3年）7月、15歳の時に祖母はなの養子に入り家督相続人となった。1905年（明治38年）、精華小学校に入学し、4年時に精華小学校の制度改制にともない旧制新堀小学校（現在の台東区立台東中学校）に編入し、1911年（明治44年）、旧制京華中学校（現在の京華高等学校）に入学、中学時代は和漢の古典、江戸文学、夏目漱石や森鷗外、岩野泡鳴を愛読した。1916年（大正5年）、慶應義塾大学予科に入学するが中退し、1917年（大正6年）旧制官立東京外国語学校（現在の東京外国語大学）仏語部入学、アナトール・フランスやアンドレ・ジッドに傾倒。1920年（大正9年）に卒業、日本銀行調査部に勤務するが、まもなく退職する。

### 作家活動へ
1921年（大正10年）7月から11月まで横須賀海軍砲術学校フランス語講師、10月から1922年（大正11年）6月までフランス『ル・タン』の通信事務員。7月から1923年（大正12年）3月まで海軍軍令部に勤務。東京外国語学校の同窓生を中心として野島辰次、高橋邦太郎らと同人誌『現代文学』創刊に参加し、「鬼火」「ある午後の風景」などの小説の習作を発表。このころの石川淳について小島政二郎は「アナトール・フランスばりの形式美の追求者」と評している。1922年にポール・クローデルの歓迎会や講演会に参加。1923年、アナトール・フランス『赤い百合』の翻訳刊行。1923年9月から1924年（大正13年）3月まで慶應義塾仏語会にて仏語講師。関東大震災で山内義雄の家に避難し、ここで1924年にアンドレ・ジッドの『背徳者』翻訳刊行。
1924年4月、旧制福岡高等学校（新制九州大学教養部の前身）の仏語講師として福岡に赴任。年俸は1600円（2006年の貨幣価値で800万円ほど）であった。福岡市東養巴町に家庭を持つ。教師時代の入学試験で「新聞紙」という作文の答案が、文系の志願者はすべてがジャーナリズムとしての新聞、理系の志願者はすべて用紙としての新聞の紙についてだったとエッセイに発表、作家花田清輝は自分はそのときの受験生だったと書いている。
1925年（大正14年）11月21日、文部省から派遣された法学博士・蜷川新の講演会がきっかけで学生運動が発生、関係していた社会科学研究会は治安維持法違反で解散させられる。石川も左翼学生に加担したとの理由で辞職を勧告され2学期かぎりで休職、1926年（大正15年）3月に正式に依願退職した。東京に戻った後は、放浪生活となり、アンドレ・ジッドの『法王庁の抜穴』などの翻訳をした他は、約10年間創作活動を休止する。
1933年から評論などの執筆を再開し、1935年（昭和10年）の『佳人』発表から創作も再開。1937年（昭和12年）、『普賢』で第4回芥川賞を受賞。その直後、1938年（昭和13年）の『文学界』1月号に発表した「マルスの歌」が反軍国調だとして1937年12月29日発禁処分を受け、編集責任者河上徹太郎とともに罰金刑に処せられたこともあって、戦時中は創作に制約を受け、森鷗外の史伝作品に新たな解釈を与えた『森鷗外』（1941年12月5日刊）、『文学大概』（1942年8月15日）などの評論や、江戸文学の研究に没頭し、この当時を自ら「江戸へ留学」していたと語っている。
1941年（昭和16年）11月、坂口安吾と識る。1945年（昭和20年）5月25日、空爆により被災、千葉県船橋市に転居。厚生省の外郭団体に勤務し同和地区視察のために夏から秋にかけ北陸、近畿、四国を出張旅行、この間に日本の敗戰となった。

### 戦後
戦後から旺盛な活動を再開。1946年（昭和21年）3月に『中央公論』で発表した「黄金伝説」は、後に連合国軍最高司令官総司令部の検閲で作品集より削除される憂き目に遭うもも、「焼跡のイエス」「処女懐胎」などの作品を次々と発表し、「一切の権威を認めず、裸の生をこの世の風にさらして自由を求めてさまよう」姿勢から、太宰治、坂口安吾、織田作之助らとともに「無頼派」と呼ばれた。1950年（昭和25年）から『新潮』に連載した「夷齋筆談」などエッセイも多く執筆。その時期から安部公房が師事し、安部の初期作品集『壁』に序文を寄せている。1963年、日本芸術院会員に選出。1967年（昭和42年）に文化大革命が本格化した際には、三島由紀夫・川端康成・安部公房と連名で共同声明「文化大革命に関し、学問芸術の自律性を擁護するアピール」を発表し、文革を批判した。
1964年8月、ソビエト連邦作家同盟の招待に訪ソし、ついで東ドイツ、チェコ、フランスに遊び、10月、帰国した。1975年（昭和50年）3月から4月、訪中学術文化使節団に加わり、中国各地を歴訪した。1978年（昭和53年）5月から6月、フランス、イタリア、オランダを旅行。
1953年から1955年（昭和30年）まで、早稲田大学政経学部フランス語非常勤講師。1962年（昭和37年）から1971年（昭和46年）まで芥川賞選考委員、1964年から1969年（昭和44年）までは太宰治賞選考委員を勤め、1973年（昭和48年）に発足した大佛次郎賞選考委員（第7回まで）となった。1969年から1971年まで朝日新聞文芸時評欄を担当。1975年には、「四畳半襖の下張」裁判で弁護側証人として出廷。『鷗外選集』岩波書店（全21巻、1978年 - 1980年）の編者をつとめた。晩年は安東次男・大岡信・丸谷才一らとともに俳諧連句の会「歌仙の会」をはじめ、現代文学における共同制作の模索も行った。
代表作に『紫苑物語』『至福千年』『狂風記』などがあり、中でも『狂風記』は多くの若者に支持され、ベストセラーとなった。晩年まで旺盛な活動を続け、『蛇の歌』連載中の1987年12月29日に、肺癌による呼吸不全のため新宿区大久保の社会保険中央総合病院で死去。享年88。遺志により葬儀は不要とされ、翌年1月22日に東京信濃町の千日谷会堂で「石川淳と別れる会」（別れの言葉を読んだのは、中村真一郎、加藤周一、安部公房、丸谷才一、武満徹の5人）が催された。
若いころに一度結婚し男児も生まれたが母子双方死別したとされ、1953年、54歳の時に20歳年下の吉沢活（いく）と結婚、息子（眞樹）と娘が生まれた。孫は探検家・写真家の石川直樹、建築家の石川素樹。
妻・石川活（1919-1996）は夫の没後に、回想録『晴のち曇、所により大雨　回想の石川淳』（筑摩書房、1993年）を著した。

### 受賞歴
- 1937年（昭和12年）『普賢』で第4回芥川賞
- 1957年（昭和32年）『紫苑物語』で第7回芸術選奨文部大臣賞
- 1961年（昭和36年）多年にわたる作家業績により日本芸術院賞[8]
- 1981年（昭和56年）『江戸文學掌記』で第32回読売文学賞（評論・伝記部門）
- 1982年（昭和57年）『石川淳選集』全17巻にいたる現代文学への貢献で1981年度朝日賞[9]

## 作品
一連の作品には、和漢洋にわたる学識を背景にした現代社会への批判精神があふれている。そこに、若いころにかかわったアナキズムの考え方に加え、一見奇想天外とも思える設定のなかに、「固定した観念からの遁走の運動をこそよしとする姿勢」である、自ら「精神の運動」と呼ぶダイナミズム、そして「観念の高みに立つことを拒否し、世俗の塵埃の写し絵に唾棄する「低空姿勢」」をみることができる。
「佳人」「普賢」などの初期作品は、昭和10年当時の国策文学の求められる時代に「私小説のパロディ」（平野謙）の中での「精神の運動」を、饒舌体と言われる文体で描いた。しかし「マルスの歌」発禁と戦局の進展により、それらの方法もままならなくなり、「一休咄」「曽呂利咄」などの抽象の世界に進む。戦後すぐに発表した「無蓋灯」「焼跡のイエス」（1946年）「処女懐胎」（1947年）などでは、無力な主人公が戦争末期から戦後の混乱期に生きる中で、花田清輝が例えば「しのぶ恋」（1922年）について「『葉隠』流の末期の目で女人の美しさを捉えようとした」と読み取ったように、反時代的思想とともに個人の再生を描くが、新日本文学会陣営からは、岩上順一、蔵原惟人らの近代主義批判を背景に、虚無主義、肉体主義を肯定するデカダニズムであり、太宰、安吾とともに「文学反動」、文化革命の敵として弾劾された。また占領下に刊行された作品集『黄金伝説』（1946年）は、題名作が米軍兵士に関する記述があるためにGHQにより数カ所の削除指示を受け、題名作を欠いたまま刊行された。
1950年代には革命的騒乱の予感を孕む時代の雰囲気に対応して、「歴史をうごかすファクターとしてはたらく力ならば、そしてその力が文化を支へて行くとすれば、コムミュニスムであらうと何イズムであらうと、人間の運動にとって便利だらう。」（『夷齋俚言』歌う明日のために）という思想を虚構世界に託した「鷹」「珊瑚」「鳴神」などの作品群を発表。因果律的な認識に基づく19世紀的文学への反抗としての神話的方法による、歴史に材をとった「おとしばなし」と題された、軽妙な文体による短編群（1949-56年）や、『小公子』他の世界名作のパロディ作品群（1946-55年）もある。その後、「うまれたときはすなわち殺されたとき」であるという「あらぶる神」のような男に、現実の改革を目指す人々が翻弄される、1963年連載の『荒魂』以降、後期長篇小説群と呼ばれる『至福千年』『狂風記』『六道遊行』『天門』に小説では傾注した。『白頭吟』は青春時代の自伝的小説である。
1969年から2年間担当した『朝日新聞』文芸時評欄（『文林通言』として単行本化）では、それまでの文芸時評のスタイルから、雑誌よりも単行本に主眼を置く、取り上げる作品が1回1点程度、小説だけでなく批評を多く取り上げるという特色があり、さらに東西の古典についての学術的な論考をしばしば取り上げており、日本文学が文学の伝統から離れていっているという現代への批判となっていた。また『江戸文學掌記』に収められた詳細な江戸文学論は、19世紀西洋の文学観に基づいた現代日本文学への批判にもなっている。
1970年代に石川のブームが起き、以降は文庫本も次々に再刊されたのは、当時のラテンアメリカ文学のマジック・リアリズムとよばれた雰囲気と、石川の作品との間に流れる共通性が読者に感得されたことが、大きく貢献している。全集は1948年に全国書房より全6巻で刊行予定だったが版元倒産により4巻で中絶、筑摩書房で10巻（1961年から1962年）、14巻（1974年から1975年）など数度出版、最終版全19巻は翻訳も入れ、1989年（平成元年） - 1993年（平成4年）にかけ刊行された。

### 著作一覧
- 『佳人』思索社 1935（『作品』1936年6月号-9月号）、のち集英社文庫、講談社文芸文庫に収録
- 『普賢』版画荘 1937（『作品』1936年6-9月号）、のち新潮文庫、角川文庫、集英社文庫、講談社文芸文庫ほか
- 『山桜』版画荘 1937
- 「マルスの歌」（（『文学界』1938年1月に掲載されたがその雑誌が発禁になる）、のち新潮文庫ほか
- 「深夜の恋人」（『エコー』1938年1月、『新潮』2023年7月号に再録）
- 『白描』三笠書房 1940（『長篇文庫』1939年3-9月）、のち角川文庫、集英社文庫
- 『森鷗外』（作家論）三笠書房、1941、のち角川文庫、岩波文庫、ちくま学芸文庫
- 『渡邊崋山』（伝記）三笠書房、1941、のち筑摩叢書
- 『秋成・綾足集』小学館 1942
- 『文學大概』（評論）小学館 1942、中央公論社、1947、のち角川文庫、中公文庫（旧版に「二葉亭四迷論」「岩野泡鳴論」「岡本かの子論」を併録）
- 『義貞記』桜井書店、1944
- 『黄金伝説』中央公論社、1946（『中央公論』1946年3月）、のち旧河出文庫、講談社文芸文庫（新編）ほか
- 「焼跡のイエス」（1946）、のち『焼け跡のイエス・処女懐胎』新潮文庫（改版）、講談社文芸文庫（新編）ほか
- 『かよひ小町』中央公論社、1947
- 『無尽灯』文藝春秋新社、1948
- 『処女懐胎』角川書店、1948（『人間』1947年9-12月）、のち新潮文庫に収録
- 『最後の晩餐』新潮社、1949
- 『夷齋筆談』新潮社、1952（『新潮』1950年10月-1951年8月）、のち冨山房百科文庫
- 『夷齋俚言』文藝春秋新社、1952（『文学界』1951年8月-1952年8月）、新編・ちくま学芸文庫（—筆談と併せ）
- 『鷹』大日本雄弁会講談社、1953（『群像』1953年3月）、のち講談社文芸文庫（新編、他に『珊瑚』『鳴神』）
- 『珊瑚』大日本雄弁会講談社、1953（『群像』1953年11月）
- 『夷齋清言』（評論）新潮社、1954（『文学界』1952年9月-1953年8月）
- 『鳴神』筑摩書房、1954（『新潮』1954年3月）
- 『虹』大日本雄弁会講談社、1955（『文学界』1954年5-12月）
- 『落花』新潮社、1955　講談社文芸文庫に収録
- 『紫苑物語』講談社、1956（『中央公論』1956年7月）、のち新潮文庫、講談社文芸文庫
- 『諸国畸人傳』（史伝）筑摩書房、1957（『別冊文藝春秋』1955年12月-1957年6月）、のち筑摩叢書、中公文庫
- 『白頭吟』中央公論社、1957（『中央公論』1957年4-10月）、のち講談社文芸文庫
- 『修羅』中央公論社、1958（『中央公論』1958年7月）、のち「紫苑物語」講談社文芸文庫
- 『南畫大體』新潮社 1959（日本文化研究）、のち「夷齋遊戯」に収録
- 『靈薬十二神丹』筑摩書房 1959、のち講談社文芸文庫
- 『影』中央公論社、1959、のち講談社文芸文庫
- 『夷齋饒舌』（評論）筑摩書房、1960
- 『おまへの敵はおまへだ』（戯曲）筑摩書房、1961（『群像』1961年9月）、のち講談社文芸文庫
- 『夷齋遊戯』（評論）筑摩書房、1963（『文学界』1961年10月-1962年9月）
- 『喜壽童女』筑摩書房、1963、のち新潮文庫、講談社文芸文庫に収録
- 『荒魂』新潮社、1964（『新潮』1963年1月-1964年5月）、のち講談社文芸文庫
- 『西游日録』筑摩書房、1965
- 『一目見て憎め』（戯曲）中央公論社、1967、講談社文芸文庫に収録
- 『至福千年』岩波書店、1967（『世界』1965年1月-1966年10月）、のち岩波文庫
- 『天馬賦』中央公論社、1969（『海』1969年7-9月）、のち中公文庫
- 『夷齋小識』（評論）中央公論社、1971、のち中公文庫
- 『文林通言』（文芸時評）中央公論社、1972、のち中公文庫、講談社文芸文庫
- 『間間録』毎日新聞社〈現代日本のエッセイ〉、1973。評論選集（作家論ほか）
- 『前賢餘韻』岩波書店 1975（岩波版「鷗外全集」月報連載のエッセイほか収録）
- 『夷齋虚實』 文藝春秋〈人と思想〉 1976。評論選集（「森鷗外」「夷齋筆談」「夷齋俚言」「作家論」ほか）
- 『おとしばなし集』集英社文庫 1977 文庫オリジナル編集
- 『江戸文學掌記』新潮社、1980（『新潮』1977年4月-1978年5月「夷齋華言」、『新潮』1979年1月-1980年3月「續夷齋華言」）、のち講談社文芸文庫（現代日本のエッセイ）
- 『狂風記』（上下） 集英社、1980（『すばる』1971年冬-1980年4月）、のち集英社文庫
- 『六道遊行』集英社、1983（『すばる』1981年6月-1982年12月）、のち集英社文庫
- 『天門』集英社、1986（『すばる』1984年1月-1985年10月）
- 『夷齋風雅』集英社、1988（「夷齋風雅」『すばる』1983年1月-1983年12月、「續夷齋風雅」『すばる』1986年1月-1986年12月、遺著）
- 『蛇の歌』集英社、1988（『すばる』1987年1月-1988年3月、絶筆・未完）

### 主な共著
- 『夷斎座談 石川淳対談集』中央公論社 1977、中公文庫（上下）1981
- 『歌仙』丸谷才一、大岡信、安東次男　青土社 1981[17]
- 『酔ひどれ歌仙』井上ひさし、大岡信、杉本秀太郎、野坂昭如、丸谷才一、結城昌治　青土社 1983
- 『浅酌歌仙』大岡信、杉本秀太郎、丸谷才一　集英社 1988

### 翻訳
- アナトール・フランス『赤い百合』春陽堂 1923、春陽文庫 1932、三笠文庫 1953、角川文庫 1957
- アンドレ・ジイド『背徳者』新潮社 1924、新潮文庫 1951（のち改版）
- セエ・エフ・ラミュズ『悩めるジァン・リュック』叢文閣 1926
- アンドレ・ジイド『法王庁の抜穴』Les Caves du Vatican 岩波文庫 1928、改版1953
- モリエール『ドン・ジュアン』春陽堂 1933
- モリエール『人間ぎらひ』春陽堂 1934
- モリエール『タルテュフ』春陽堂 1934
- モリエル集 春陽堂 1933-1934（1ドン・ジュアン、2 人間ぎらひ、3タルテュフ）

### 現代語訳
- 『新釈雨月物語』大日本雄弁会講談社 1956 - 『別冊文藝春秋』1953年4月-1954年8月に初出
  - 角川書店 1984、角川文庫 1994、「新釈雨月物語　新釈春雨物語」ちくま文庫 1991
- 『古事記　古典日本文学全集』筑摩書房 1960、新版1967
  - 「新釈古事記」角川書店 1983、ちくま文庫 1991

### 作品集
- 『石川淳著作集』全4巻　全国書房、1948-49
- 『石川淳全集』全10巻　筑摩書房、1961-62
- 『石川淳全集』全13巻　筑摩書房、1968-69、増補版・第14巻 1974
- 『石川淳選集』全17巻　岩波書店 1979-81
- 『石川淳全集』全19巻　筑摩書房 1989-93（※翻訳編も収録）
- 『石川淳集 現代の随想16』澁澤龍彦編、彌生書房 1982／『石川淳随筆集』平凡社ライブラリー 2020
- 『日本幻想文学集成7 石川淳』池内紀編、国書刊行会 1991
- 『安吾のいる風景・敗荷落日』講談社文芸文庫 1991（現代日本のエッセイ）全24篇
- 『石川淳短篇小説選』ちくま文庫 2007　石川淳コレクション・菅野昭正編
- 『石川淳長篇小説選』ちくま文庫 2007　同上
- 『石川淳評論選』ちくま文庫 2007　同上
- 『日本文学全集53　石川淳集』新潮社 1965。以下は主な文学全集に収録された巻
- 『日本の文学60 石川淳』中央公論社 1967
- 『日本文学全集52　石川淳集』筑摩書房 1970
- 『日本文学全集32　石川淳』河出書房新社 1970
- 『筑摩現代文学大系57 石川淳集』筑摩書房 1976
- 『新潮日本文学33　石川淳集』新潮社 1980
- 『日本文学全集69 石川淳』集英社 1981
- 『ちくま日本文学全集11 石川淳』筑摩書房 1991
- 『現代日本小説大系別冊1 戦後篇1 坂口安吾、太宰治、織田作之助、石川淳』河出書房 1950
- 『現代日本文学全集 石川淳・坂口安吾・太宰治集』筑摩書房 1954
- 『昭和文学全集57　伊藤整・石川淳』角川書店 1955

## 研究資料
- 安藤始『石川淳論』おうふう 1987年
- 井澤義雄『石川淳』彌生書房 1961年
- 井澤義雄『石川淳の小説』岩波書店 1992年
- 佐々木基一『石川淳 作家論』創樹社 1971年。新版「全集4」河出書房新社 2013年
- 立石伯『石川淳論』オリジン出版センター 1990年
- 野口武彦『石川淳論』筑摩書房 1969年、新版1988年
- 野口武彦『江戸が空になる日 石川淳論第二』筑摩書房 1988年
- 渡辺喜一郎『石川淳研究』明治書院 1987年
- 渡辺喜一郎『石川淳伝　昭和10年代20年代を中心に』明治書院 1992年
- 『すばる増刊　石川淳追悼記念号』集英社 1988年4月
- 『ユリイカ　特集石川淳 あるいは文体の魔術』青土社 1988年7月号
- 『石川淳研究』森安理文・本田典国共編、三弥井書店 1991年
- 『石川淳と戦後日本』ウィリアム・J・タイラー／鈴木貞美編著、国際日本文化研究センター 2010年
- 『最後の文人 石川淳の世界』集英社新書、2021年 - 入門書

田中優子／小林ふみ子／帆苅基生／山口俊雄／鈴木貞美